# 索尼能源设备
索尼能源设备公司（日语： Sonī Enajī Debaisu Kabushiki Gaisha）是索尼集团的电池、电源、充电器的制造商，总部位于日本东京都港区。

## 简介
它的前身是索尼Eveready，是索尼与美国综合化学品制造商聯合碳化物之间的合资企业。索尼原本计划进军电池业务，但缺乏这种专业知识。因此，索尼公司与联合碳化物合作，于1975年成立了合资企业索尼Eveready。当时，联合碳化物拥有历史悠久的电池业务及其品牌“Eveready”，同时是世界领先的电池制造商。但是，由于联合碳化物的印度工厂突发事故，造成大量人员死亡，因此该公司的财务状况很紧张，最终迫使该公司于1986年解散。同时索尼已购买了联合碳化物在索尼Eveready的大量股票，使其成为索尼集团的全资子公司。因为不能使用Eveready品牌，因此公司的名称更改为Sony Energy Tech。索尼决定根据合资企业的专有技术继续自己的电池业务。
2006年，索尼集团宣布某些锂离子电池存在制造缺陷，所有装有这类锂电池的产品将全部回收。包括戴尔、苹果和联想等许多制造商都在使用该产品，该类锂电池电池组约为960万个，成本预计约为510亿日元。
2016年7月28日，索尼集团宣布将电池业务转让给村田制作所，涉及的范围是由索尼在中国和新加坡的生产基地以及索尼集团经营的电池业务，还有日本及海外的销售和研发基地中，电池业务相关的资产和人员全部转交村田制作所。交易完成后，村田集团将接纳大约8,500名从事此业务的索尼集团员工。但是Sony品牌销售的USB便携式电源，碱性电池、纽扣电池和移动投影仪等业务不包括在此交易中。

## 历史
- 1975年 － 由索尼集团和联合碳化物合资成立了Sony Eveready。
- 1986年 － 由于联合碳化物解散，公司名称更改为Sony Energy Tech。
- 2000年 － Sony Honmiya合并，成为Sony Fukushima。
- 2004年 － 与Sony Tochigi合并，成为Sony Energy Device。
- 2017年 － 电池业务（不包括通用产品USB便携式电源、碱性电池、纽扣/纽扣电池和移动投影仪等业务）转移到村田制作所，总部迁至东京都港区。